# Mulot de Saint-Kilda
Sous-espèce
Synonymes
- Mus hirtensis Barrett-Hamilton, 1899 - protonyme[1]

Le Mulot de Saint-Kilda (Apodemus sylvaticus hirtensis) est une sous-espèce du Mulot sylvestre (Apodemus sylvaticus). Ce rongeur est endémique à l'archipel écossais de Saint-Kilda.

## Description
Apodemus sylvaticus hirtensis est généralement deux fois plus gros que le mulot que l'on trouve sur le continent, avec des poils et une queue plus longues. Il est principalement gris. Bien que très commun il est rare de le rencontrer. Il ne doit pas être confondu avec la Souris domestique de Saint-Kilda, espèce maintenant éteinte.

## Publication originale
(en) Gerald E. H. Barrett-Hamilton, « On the Species of the Genus Mus inhabiting St. Kilda », Proceedings of The Zoological Society of London,‎ 1899, p. 77-88 (lire en ligne, consulté le 20 mars 2019).

### Biographie
- (en) Austin, S., 2004, « St Kilda Field-mouse », British Wildlife, vol. 15, n. 5,, p. 343.